# Binne Roorda
Binne Roorda (Oosternijkerk, 4 mei 1898 – Sandbostel, 25 april 1945) was (hoofd)onderwijzer, gereformeerd theoloog en verzetsstrijder.

## Levensloop
Binne Roorda werd in 1898 in het Friese Oosternijkerk geboren als zoon van Philippus Roorda Mzn en Grietje Roorda-Boelens.  Philippus Roorda was daar de hoofdmeester van de christelijke lagere school. Binne had nog drie broers en twee zussen. Toen Binne net zeven jaar was geworden stierf zijn moeder. Zijn vader hertrouwde met de weduwe Ytje Prins in 1913. Ytje Prins had uit haar eerder huwelijk één zoon en drie dochters. De tweede dochter was Pietje Wassenaar. Pietje was zeven jaar ouder dan haar stiefbroer Binne. Ondanks het leeftijdsverschil trouwden Binne en Pietje op 13 januari 1921.
Binne trad in de voetsporen van zijn vader en werd in 1918 onderwijzer op de school van Jeugddorp De Glind van de Rudolphstichting te Barneveld. In 1921 werd Binne Roorda onderwijzer te Nieuwlande, in Drenthe. 
In 1929 werd Binne Roorda hoofdonderwijzer aan de gereformeerde lagere school in Oudeschip, het meest noordelijke dorp op het vasteland van Groningen. Na de geboorte van hun zesde kind stierf zijn vrouw Pietje op 6 december 1929.

## Tweede Wereldoorlog
Vanaf oktober 1942 tot het begin van 1945 verborg Binne Roorda 8 Joodse mannen, vrouwen en kinderen in zijn kleine bovenwoning aan de Ernst Casimirlaan 4a te Groningen, waar hij al woonde met zijn vijf kinderen en huishoudster Maaike de Zoete.
In de vroege ochtend van 7 februari 1945 werd Roorda door de Duitsers thuis opgepakt. De Joodse onderduikers (en ook zijn twee ondergedoken zonen) werden niet gevonden. Roorda werd gevangen gehouden in het Huis van Bewaring te Groningen en hardhandig verhoord in het beruchte Scholtenhuis. Halverwege maart 1945 werd hij op het laatste transport van Groningen naar het concentratiekamp Neuengamme, nabij Hamburg (Duitsland), gesteld. Half april kwam hij na een tiendaagse treinreis in het kamp Sandbostel aan. Hier stierf hij op 25 april 1945. Het kamp werd op 29 april 1945 door de geallieerden bevrijd. 
De Franse sectie gravendienst vond in 1955 de stoffelijke resten van Binne Roorda terug in een massagraf. Hij werd in 1958 op het ereveld in Loenen herbegraven.
Roorda ontving op 8 september 1996 de eretitel Rechtvaardige onder de Volkeren van de staat Israël.
In het gedenkboek van het landelijk verzet Het Grote Gebod wordt Roorda genoemd als lid van de Landelijke Organisatie voor Hulp aan Onderduikers en van de Groninger Verzetsgroep  Groep-De Groot. Zijn naam staat opgetekend in de Erelijst van Gevallenen 1940-1945. Roorda ontving postuum het Verzetsherdenkingskruis.
Op 16 mei 2019 werd ter nagedachtenis aan zijn moed om zijn leven te wagen om medemensen te redden een Stolperstein onthuld. Zijn biografe en kleindochter Ytje Stevens-Roorda sprak bij deze gelegenheid ook de hoop uit "dat het steentje ons en anderen laat nadenken over onze keuzes in bepaalde omstandigheden. Laat je je leiden door angst of liefde?".  
- International Standard Name Identifier: 0000 0003 9014 4261
- Virtual International Authority File: 283739305
- WorldCat: E39PBJdgWypQJ8jrbJVQK4WxDq